# Filippo Paulucci
Filippo Paulucci (1779 i Modena – 25. januar 1849 i Nice) var en italiensk markis og en russisk generaladjudant.
Paulucci tjente først i den franske hær i 1807 inden han indtrådte i russisk tjeneste med rang af oberst. Den 7. maj 1809 blev han tildelt Sankt Georgsordenen af 4. klasse. Paulucci deltog i krigen mod tyrkerne i 1810, og blev udnævnt til kvartermester af den kaukasiske hær i 1811, mens han var guvernør i Georgien, hvor han samtidig var nødt til at føre krig mod tyrkerne i Kars og mod perserne i Karabakh samt oprørere. Paulucci modstod ærefuldt denne vanskelige situation, og den 25. april 1812 tildeltes han Sankt Georgsordenen af 3. klasse. men, snart efter kom der gang i forberedelserne til krig mod Napoleon, og Paulucci kaldtes til Sankt Petersborg og udnævntes til stabschef for hæren. Men efter et par dage, sandsynligvis på grund af modstand fra Michael Andreas Barclay de Tolly, fik han posten som generalguvernør over Guvernement Livland. I 1829 forlod han den russiske hær og drog til Italien, hvor han overtog kommandoen over hæren af Piemonte.